# Wybuchowa receptura
Wybuchowa receptura – drugi studyjny album toruńskiego zespołu hip-hopowego PTP. Został wydany 20 października 2010 roku nakładem wytwórni Maccabra Label.
Gościnnie występują Pih, Fabuła, Firma (Bosski Roman, Tadek), Cegła (Macca Squad), Dondi, Małpa, Miodu, Ras Luta i K8. 

## Lista utworów
Opracowano na podstawie źródła.
1. "Intro" (Cuty DJ Soina) - 1:32
2. "To Nie Koniec" - 4:38
3. "Panamera (Maccabra Banda)" - gościnnie: Cegła - 5:03
4. "Szanuj Nas" - gościnnie: Cuty DJ Soina - 4:42
5. "Przeliczam Plik" - 5:00
6. "Poza Kontrolą" - gościnnie: Miodu - 4:49
7. "Pokusa" - gościnnie: K8 - 4:19
8. "Blunty w Górę" - gościnnie: Ras Luta - 4:49
9. "Zachowaj Sekret" - 4:50
10. "Wybuchowa Receptura" - 5:02
11. "Fałszywy Krok" - gościnnie: PIH - 5:14
12. "J***ć Ten Syf" - 5:03
13. "Jedna Pasja" - gościnnie: Dondi, Małpa, Cuty DJ Pac One - 5:30
14. "Boisz Się" - 4:46
15. "Polewamy Czystą" - gościnnie: Fabuła - 5:46
16. "Łapię Życie za Pysk" - gościnnie: FIRMA (Boski, Tadek) - 3:42
17. "Zachowaj Sekret Remix"